# مشعلية كبيرة الأزهار
مشعلية كبيرة الأزهار أو المشعلية الفارسية أو الرشاد الحجري الكبير الأزهار (الاسم العلمي:Aethionema grandiflorum) هي نوع نباتي يتبع جنس المشعلية من فصيلة الصليبية.